# Abdoulaye Diaby (football, 2000)
Abdoulaye Diaby, né le 4 juillet 2000 à Bamako au Mali, est un footballeur international malien qui évolue au poste de défenseur central au FC Saint-Gall.

## Biographie

### En club
Formé au Mali par le club du Djoliba AC, Abdoulaye Diaby rejoint la Belgique et le club du Royal Antwerp FC en 2018. Le 9 août 2019 il est prêté avec option d'achat au KSC Lokeren.
Le 15 décembre 2019, il inscrit son premier but avec le KSC Lokeren, lors d'un déplacement en championnat sur la pelouse de l'Union saint-gilloise (score : 1-1).
Non retenu par le Royal Antwerp FC, Abdoulaye Diaby s'engage librement avec le Újpest FC, en Hongrie, le 21 juin 2021. Il s'engage pour un contrat de trois ans.
Le 25 juin 2023, Abdoulaye Diaby rejoint le club suisse du FC Saint-Gall. Il signe un contrat de deux ans, soit jusqu'en juin 2025.

### En équipe nationale
Avec les moins de 17 ans, il participe à la Coupe d'Afrique des nations des moins de 17 ans en 2017. Lors de cette compétition organisé au Gabon, il joue quatre matchs. Le Mali remporte le tournoi en battant le Ghana en finale, sur la plus petite des marges (0-1).
Il dispute ensuite quelques mois plus tard la Coupe du monde des moins de 17 ans qui se déroule en Inde. Il joue cinq matchs lors de ce mondial. Il s'illustre en délivrant une passe décisive contre la Turquie en phase de poule. Le Mali se classe quatrième du mondial, en étant battu par le Brésil lors de la "petite finale.
Par la suite, avec les moins de 20 ans, il participe à la Coupe d'Afrique des nations des moins de 20 ans en 2019. Il joue seulement deux matchs dans cette compétition, la demi-finale gagnée face au Nigeria, puis la finale remportée par le Mali face au Sénégal, après une séance de tirs au but.
Il dispute ensuite quelques mois plus tard la Coupe du monde des moins de 20 ans qui se déroule en Pologne. Il est cette fois-ci titulaire, et joue l'intégralité des matchs de son équipe. Il se distingue en marquant un but contre l'Argentine en huitièmes de finale, contre qui son équipe s'impose après une séance de tirs au but. Le Mali s'incline finalement en quart de finale face à l'Italie.

## Palmarès
- Vainqueur de la Coupe d'Afrique des nations des moins de 17 ans en 2017 avec l'équipe du Mali des moins de 20 ans
- Vainqueur de la Coupe d'Afrique des nations des moins de 20 ans en 2019 avec l'équipe du Mali des moins de 20 ans